# 기요미즈촌 (후쿠오카현)
기요미즈촌(清水村)은 후쿠오카현 야마토군에 있던 촌이다. 현재의 미야마시의 일부에 해당한다.